# Omphalia
Omphalia é um gênero de fungos da família de cogumelos Tricholomataceae.